# ام۴ کارباین

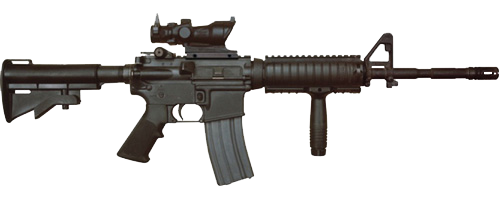
ام۴

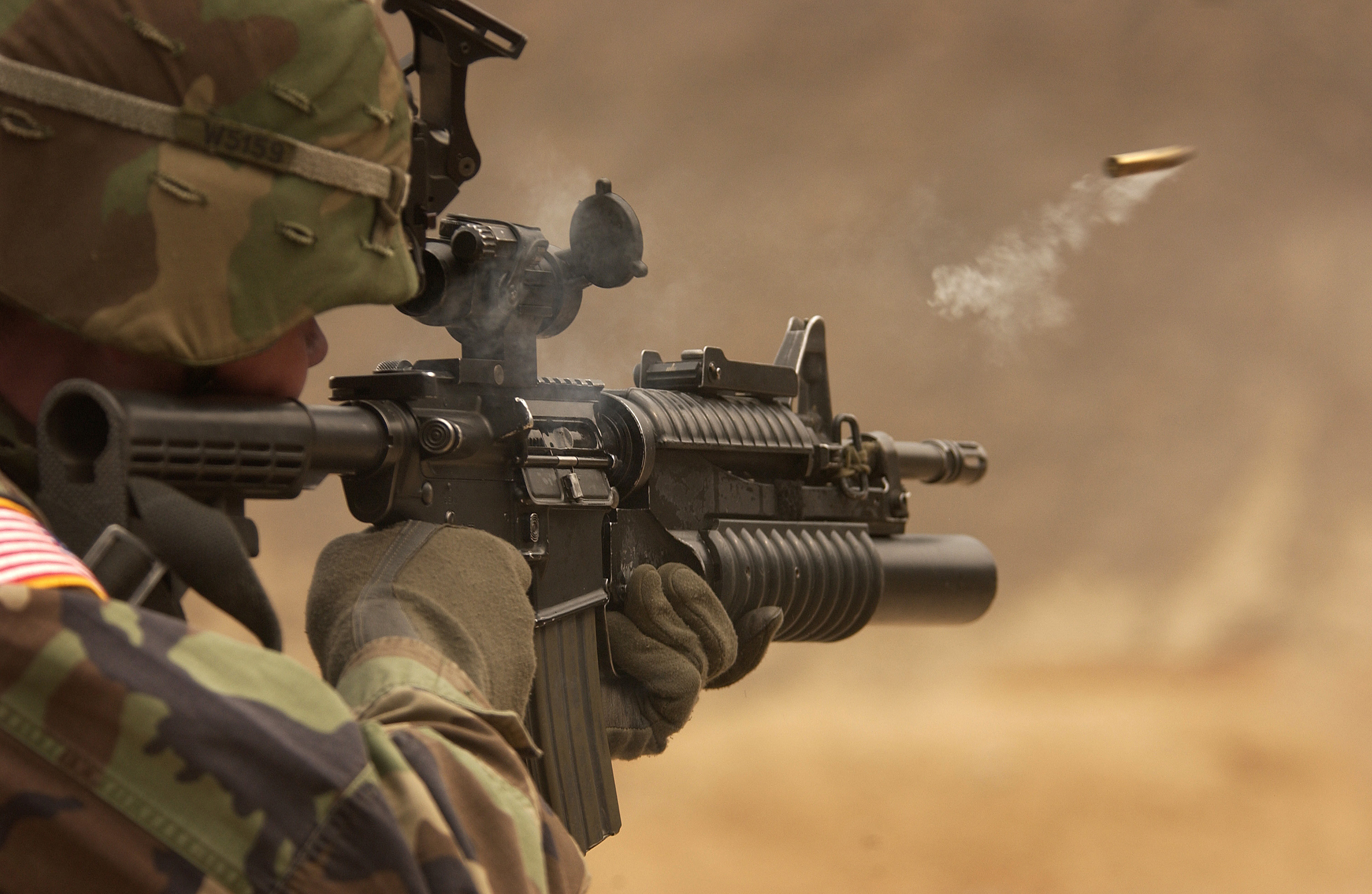
پوکهٔ فشنگ خارج شده از ام۴. نارنجک‌انداز ام۲۰۳ به قسمت زیرین لوله متصل شده‌است.

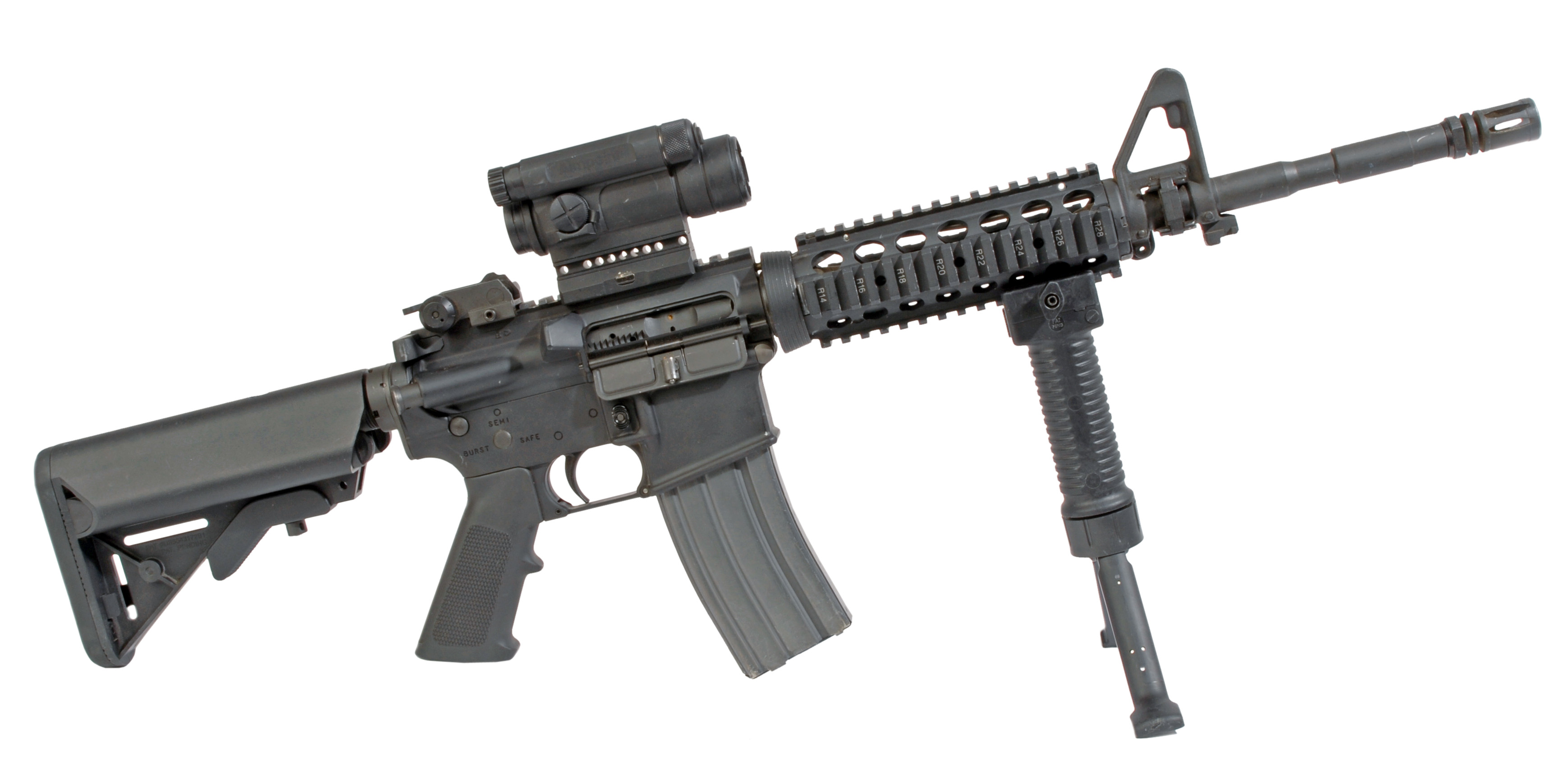
ام4کاربین نسل جدید

ام4کارباین یا ام4کاربین(به انگلیسی: M4 carbine) به خانواده‌ای از کارباین‌های (انواع کوچک‌شده) تفنگ ام۱۶ گفته می‌شود که همگی الگوگرفته از اسلحهٔ ای‌آر ۱۵ به طراحی یوجین استونر در شرکت آرمالایت هستند. ام۴ کارباین در واقع نوع کوتاه‌شده و سبک‌شدهٔ تفنگ تهاجمی ام۱۶آ۲ است و با آن ۸۰ درصد اشتراک قطعات دارد. تولید ام۴ در سال ۱۹۹۴ در شرکت کلت آغاز شده و هم‌اکنون به همراه‌ام۱۶آ۴ سلاح سازمانی اصلی ارتش آمریکاست و در بیشتر واحدها جای مدل قدیمی‌تر ام۱۶آ۲ و سلاح کمری برتا ام۹ را گرفته‌است.
امتیازهای ام۴ با انواع معمولی ام۱۶ شامل اندازه کوچک‌تر و جمع و جورتر (۸۴ سانتی‌متر در مقایسه با ۱۰۰ سانتی‌متر با قنداق گشوده) و وزن سبک‌تر (۲٫۸۸ کیلو در مقایسه با ۳٫۲۶ کیلو وزن خالی ام۴ و ام۱۶)، لوله کوتاهتر (۳۷ سانتی‌متر در مقایسه با ۵۰٫۸ سانتی‌متر)، و قنداق قابل تنظیم و چندوضعیتی می‌شود. در مقابل به دلیل خصوصیاتی همچون شتاب کمتر گلوله (۸۸۴ متر بر ثانیه در مقابل ۹۴۸ متر بر ثانیه)، صدای بیشتر و فشار بیشتر بر روی برخی بخش‌های تفنگ به دلیل کوتاهی لوله و سیستم گاز و همچنین احتمال بیشتر داغ کردن نسبت به‌ام۱۶ مورد انتقاد قرار گرفته‌است.
این سلاح یک نماد سلاح ضد تروریستی و رقیب کلاشنیکف و یا همان AK-47 شناخته میشود.

## ویژگی‌ها

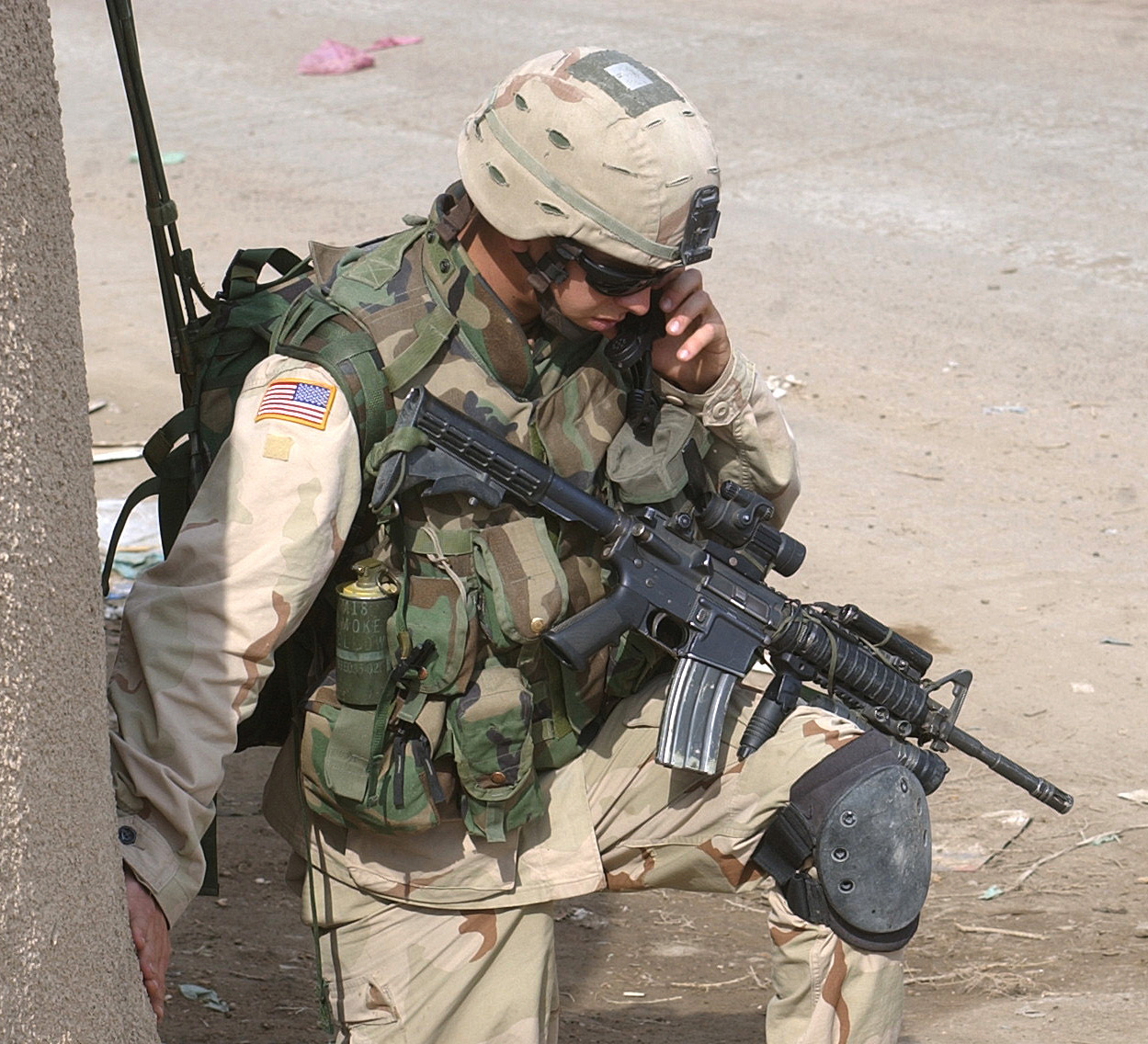
سرباز آمریکایی دارنده اسلحه ام4کارباین یا ام4کاربین

این جنگ‌افزار با عملکرد گاز باروت بازمسلح می‌شود، با هوا خنک می‌شود و دارای قنداق جمع‌شونده است. کلید گزینش آتش این سلاح دارای حالت‌های نیمه‌خودکار و شلیک سه گلولهٔ پی‌درپی می‌باشد. همچنین این اسلحه قابلیت نصب نارنجک‌انداز ام۲۰۳ را نیز داراست.
وزن آن در حالت خالی ۲٫۸۸ کیلو و با خشابی سی‌فشنگه ۳٫۱ کیلوگرم است. درازایش با قنداق باز ۸۴۰ میلی‌متر و با قنداق جمع‌شده ۷۵۶ میلی‌متر، برد مؤثر آن ۵۰۰ متر در نشانه‌گیری نقطه‌ای و تا ۶۰۰ متر در نشانه‌گیری محیطی، شتاب گلوله در هنگام خروج از لوله ۸۸۴ متر بر ثانیه و نرخ آتش تئوریک آن ۷۰۰ تا ۹۵۰ گلوله در دقیقه می‌باشد.
در سال ۲۰۰۵ قیمت خرید هر قبضه‌ام۴ توسط ارتش آمریکا از شرکت کلت به همراه تجهیزات جانبی ۱۴۴۶ دلار بوده‌است.

## نگار‌خانه

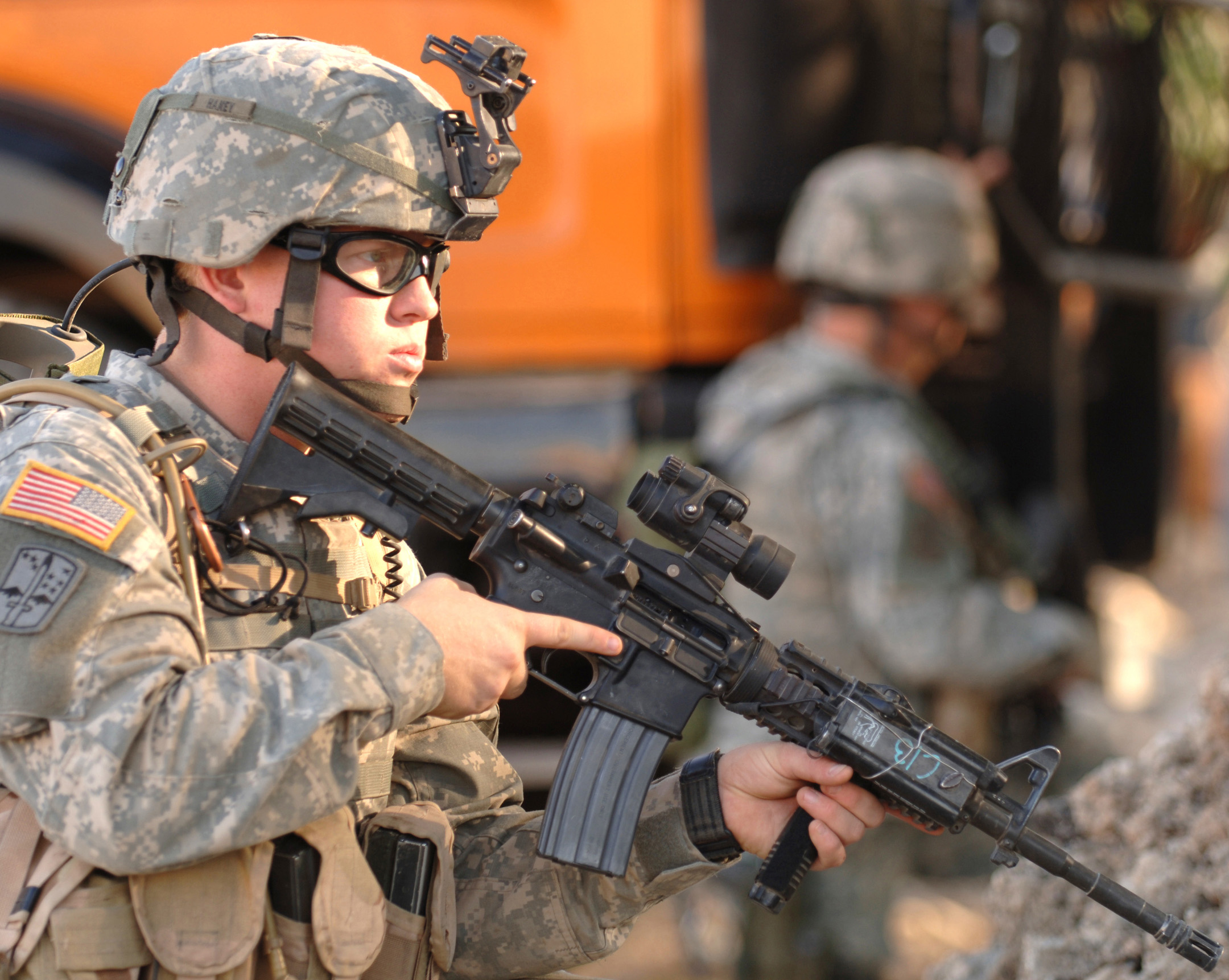
ام۴ به همراه دوربین نبرد نزدیک ام۶۸

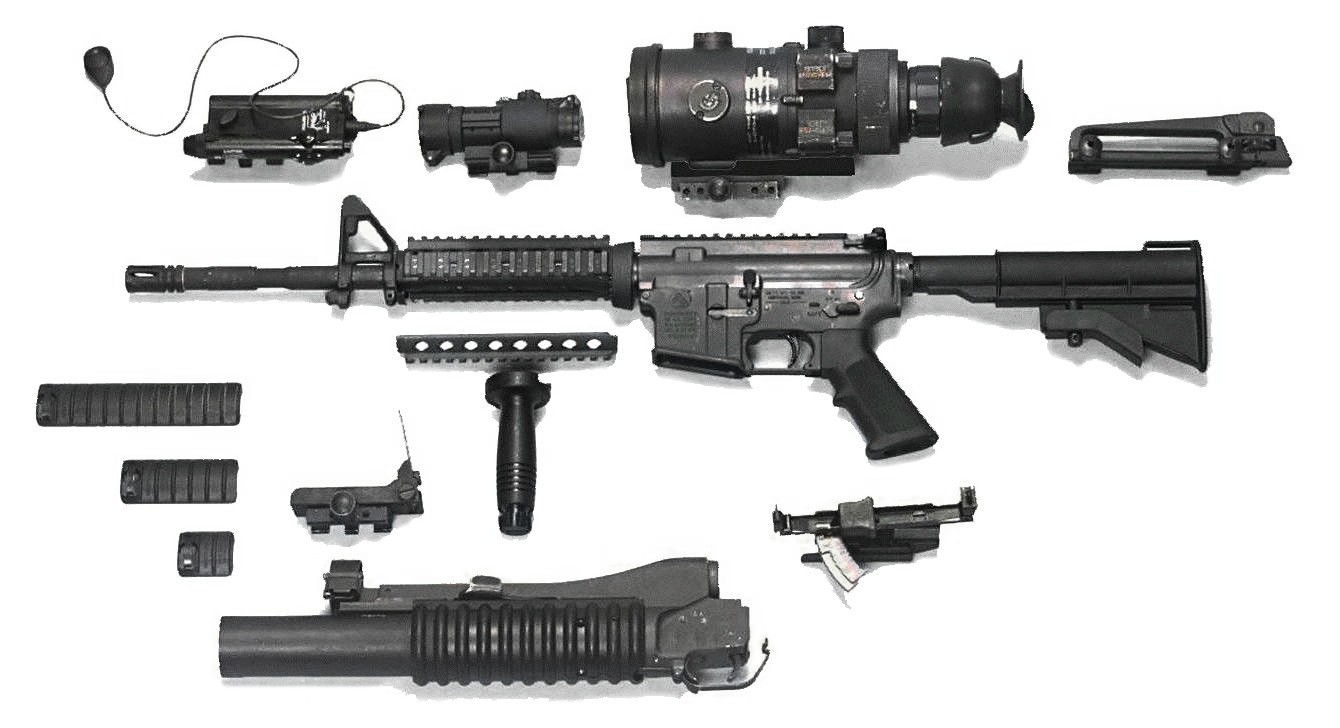
تجهیزات جانبی ام۴

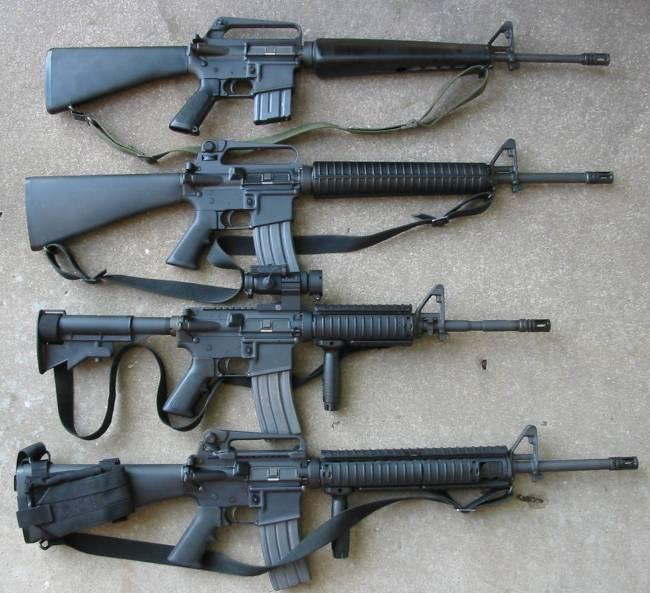
از بالا: ام۱۶ آ۱، ام۱۶ آ۲، ام۴ و ام۱۶ آ۴

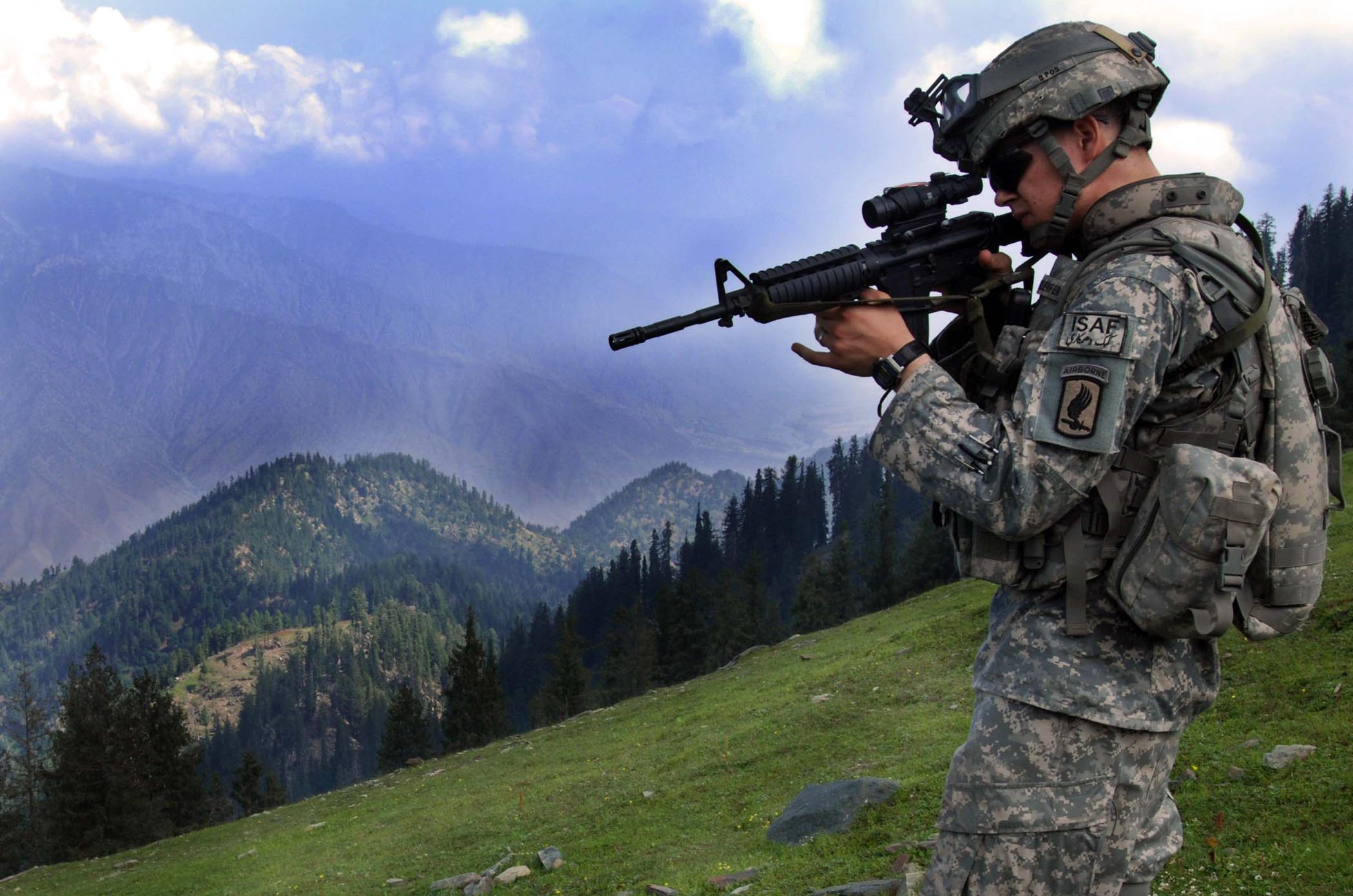
سرباز آیساف در ولایت کنر افغانستان

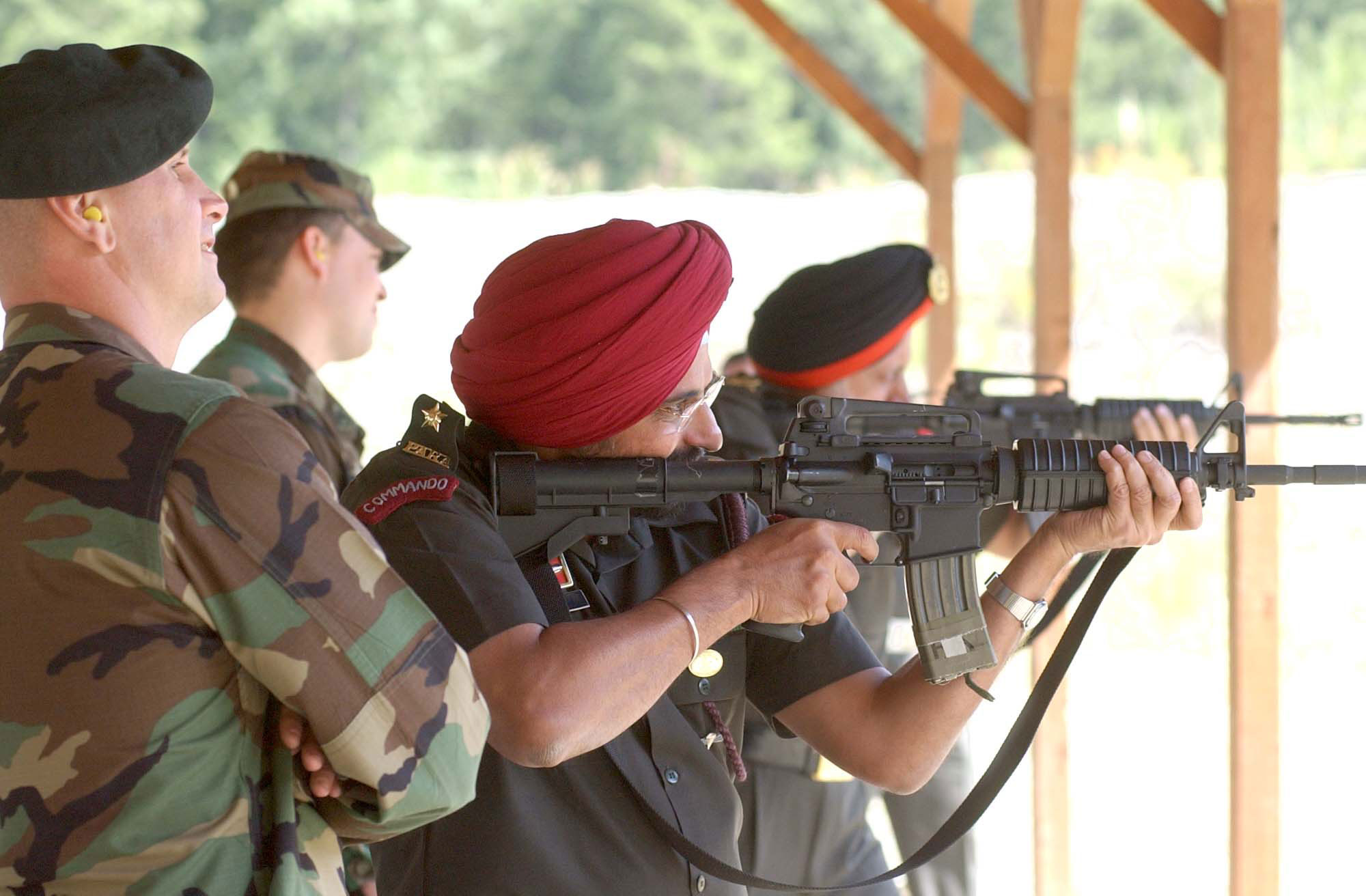
افسر هندی در حال تمرین با ام۴